# Anoda henricksonii
Anoda henricksonii är en malvaväxtart som beskrevs av M.C. Johnston. Anoda henricksonii ingår i släktet glansmalvor, och familjen malvaväxter. Inga underarter finns listade i Catalogue of Life.